# 布朗-阿哈福大區

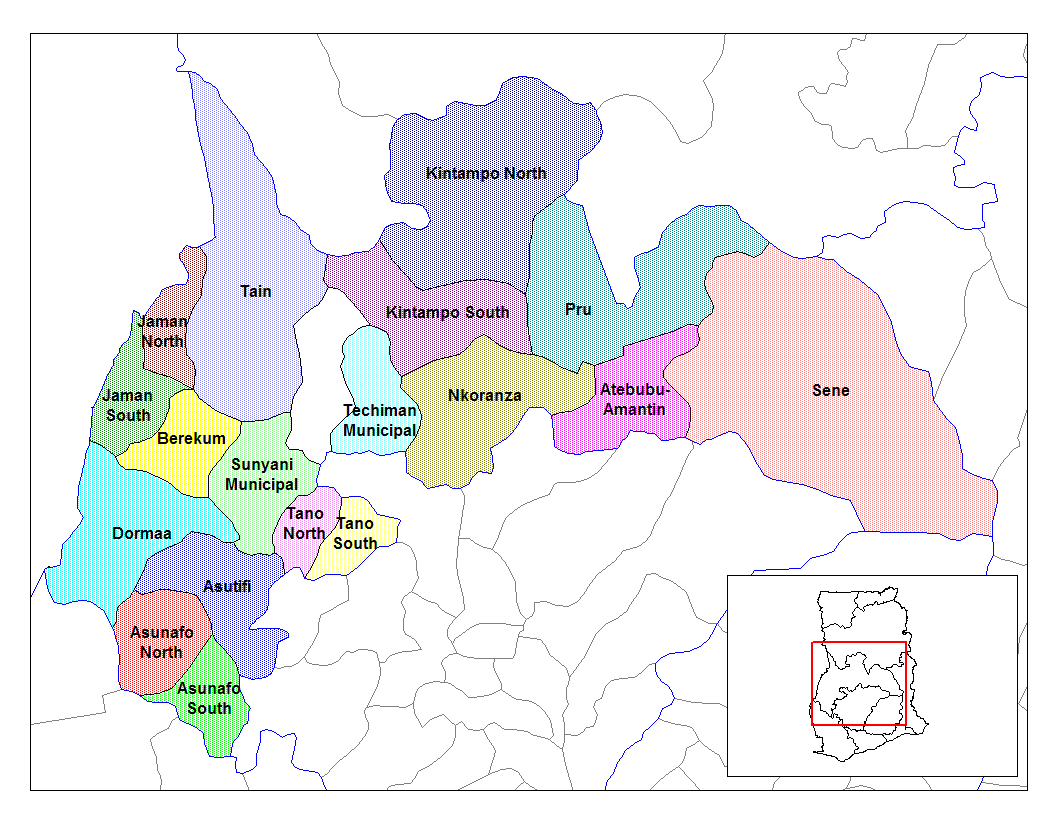
布朗阿哈福大區的縣份

布朗-阿哈福大區（英語：Brong-Ahafo Region）曾是加納大區之一，位於該國中西部，首府蘇尼亞尼，下分19縣，北臨北部大區，東接沃爾特大區，東南面是東部大區，南面是阿散蒂大區，西面是科特迪瓦，面積39,557平方公里，2000年人口1,815,408。2019年，由於2018年迦納新大區公民投票結果，使得布朗-阿哈福大區重新劃分為博諾大區、東博諾大區與阿哈福大區等三大區而廢除。

## 外部連結
- Latest Ghana News  （页面存档备份，存于）
- GhanaDistricts.com